# Lena Forsén
Lenna Sjooblom (o Sjööblom), playmate del mes de noviembre de 1972. Nacida el 31 de marzo de 1951 en Suecia.
"El rostro de Lenna -en ocasiones únicamente el ojo derecho- que aparece en su desplegable se utiliza como estándar para la compresión de imágenes en la World Wide Web"
Lenna protagonizó la portada más vendida de Playboy (7.161.561 ejemplares).